# Mary Crudelius
Mary Crudelius (de soltera McLean) (23 de febrero de 1839 – 24 de julio de 1877) fue una activista británica por la educación de las mujeres que vivió en Leith, Edimburgo en las décadas de 1860 y 1870, y era partidaria del sufragio femenino. Fue fundadora de la Asociación de Edimburgo para la Educación Universitaria de la Mujer.

## Biografía

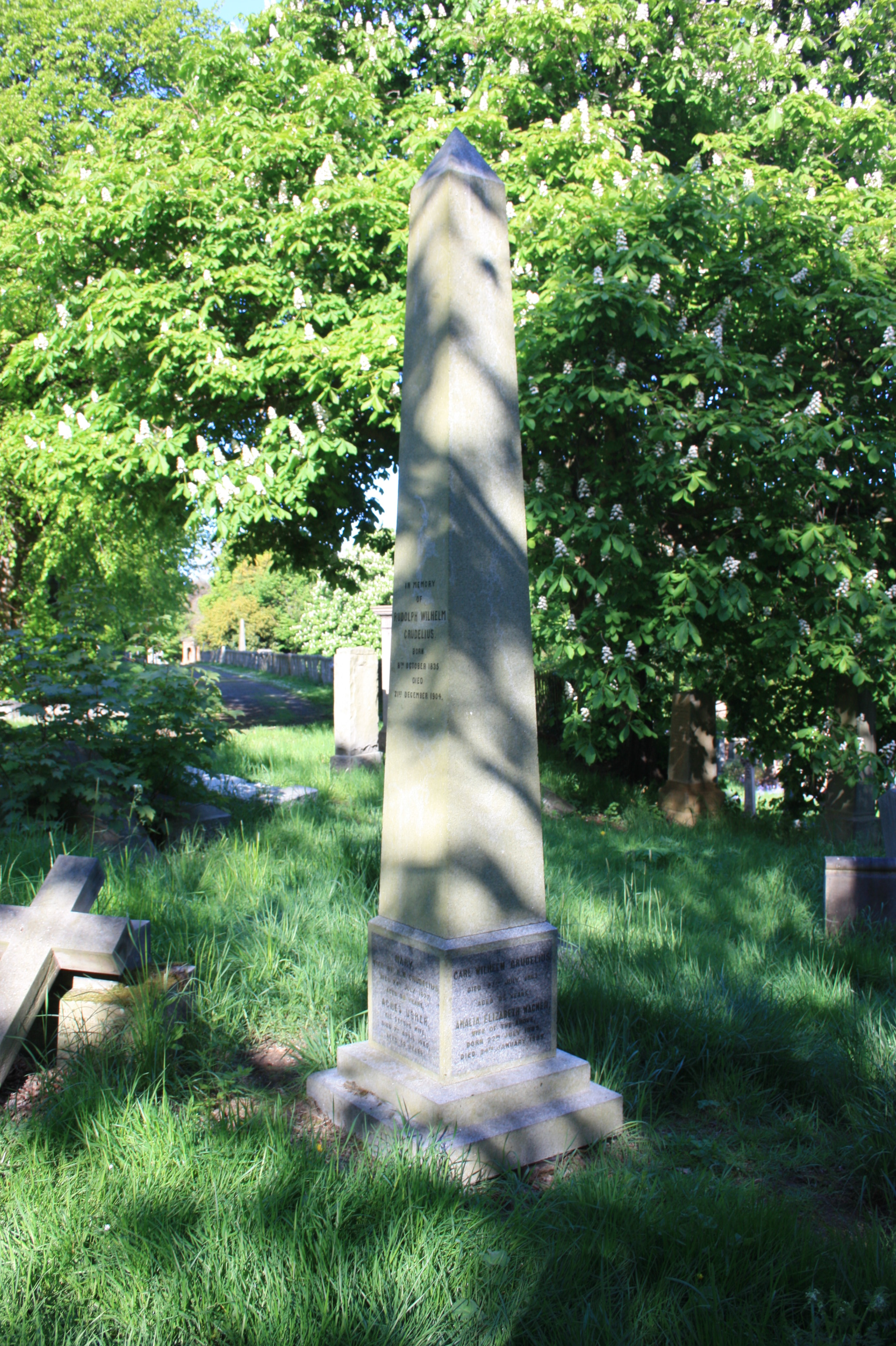
La tumba de Crudelius, cementerio de Warriston

Nació Mary McLean en Bury, Lancashire el 23 de febrero de 1839 de Mary Alexander y William McLean, ambos escoceses de Dumfriesshire. En la década de 1850 la enviaron a Misses Turnbull's School en el n.°41 de Drummond Place, un pequeño internado femenino deEdimburgo.
Mientras se hospedaba con amigos, conoció a su esposo Rudolph Wilhelm Crudelius (1835-1904), hijo de Carl Wilhelm Crudelius (1798-1863), un comerciante de lana alemán, y Amalia Elizabeth Wagner (posiblemente también alemana). Vivían en Jessfield House, cerca de Newhaven.
Mary se casó con Rudolph en 1861 y vivieron en el n.° 7 de Laverockbank Terrace en Newhaven (no lejos de Jessfield). Su esposo (después de la muerte de su padre) se convirtió en socio de Crudelius and Hirst en 7/8 Citadel en Leith. Viajaba mucho por negocios y su esposa le escribía frecuentes y largas cartas, que incluían discusiones sobre ideas y asuntos personales. Más tarde usaría su fluidez como corresponsal para perseguir sus causas sociales y políticas.
En Edimburgo fundó la Institución Educativa de Damas de Edimburgo.[cita requerida]

## Activismo y Carrera
En 1866, Mary Crudelius puso su nombre en una de las primeras peticiones al Parlamento sobre el voto de las mujeres. Continuó comprometiéndose con la causa de la educación de las mujeres, comenzando en 1867 cuando habló en un grupo de discusión de mujeres llamado Edinburgh Essay Society. No mucho después, algunas de estas mujeres, incluidas Crudelius, Madeline Daniell y Sarah Mair, crearon la Asociación Educativa de Damas de Edimburgo (ELEA por sus siglas en inglés) con el objetivo de garantizar la igualdad de oportunidades educativas para las mujeres.

### ELEA
Crudelius no quería un colegio femenino separado sino que las mujeres pudieran acceder a las universidades. Sin embargo, se oponía a la idea de las clases mixtas y se tomó la molestia de arreglar las cosas para no atraer críticas. Aunque Sophia Jex-Blake estuvo haciendo campaña durante estos años a favor de la educación médica de las mujeres junto con la de los hombres, la ELEA trató de mantenerse distante, incluso ganando el apoyo de algunos de los enemigos de Jex-Blake. Como primera secretaria del grupo, Crudelius era una líder respetada y ayudó a dirigir la asociación a través de algunas disputas internas y una disputa con la universidad sobre los detalles del plan para ofrecer un certificado universitario a las mujeres que aprobaban los exámenes después de asistir a conferencias ELEA.
La asociación diseñó sus clases de acuerdo con el plan de estudios de artes de la universidad y sus estándares, encontrando el apoyo de varios profesores varones eminentes, especialmente David Masson, que fue un firme partidario de Jax-Blake y los Edinburgh Seven, pero no presionó a ELEA para luchar por la admisión de mujeres en las universidades británicas y promovió el objetivo de la Asociación de proporcionar educación para la "preparación de la mente para el más allá" de las mujeres en lugar de para el ingreso a una profesión. Unas 400 mujeres asistieron a la primera conferencia de Masson sobre literatura inglesa en 1868, y 250 de ellas se quedaron durante toda la serie. El certificado se introdujo con éxito en 1872, aunque Crudelius esperaba que finalmente hubiera títulos universitarios completos para mujeres, pero su salud había sido mala durante algún tiempo y no vivió para ver que esto sucediera.

## Muerte y legado
Murió el 24 de julio de 1877 y fue enterrada con su suegro y su suegra en el cementerio de Warriston. La tumba se encuentra en el camino principal desde la entrada, donde el nivel del suelo comienza a descender. Rudolph se volvió a casar después de que ella muriera (con Agnes Usher). Cuando murió, muchos años después, fue enterrado con Mary y sus padres.
Ella murió quince años antes de que las primeras universidades escocesas abrieran sus puertas a mujeres estudiantes de pregrado en 1892. Sus dos hijas, Mary y Maud, fueron educadas a través de la asociación en la década de 1880 y durante unos años hubo una residencia Crudelius para alumnas. Posteriormente fue sustituida por el Masson Hall en 1897. A Memoir of Mrs. Crudelius se publicó en 1879 y contenía algunas de sus cartas, poemas e informes de ELEA que ella había escrito.
La nieta de Crudelius fue Edith Burnet, que es considerada la primera arquitecta británica. También hay una placa a Crudelius en Bristo Square en Edimburgo.

## Publicaciones
- A Memoir of Mary Cornelius (autobiografía)